# Campeonato Europeo de Baloncesto Masculino de 1995
La edición XXIX del Campeonato de Europa masculino de baloncesto fue celebrada en Atenas (Grecia), entre el 21 de junio y el 2 de julio de 1995.

## Grupos
Los 14 equipos participantes en el torneo se dividieron inicialmente en 2 grupos de los cuales los 4 primeros clasificados avanzaban a la ronda de cuartos de final.
| Grupo A - Lituania - Alemania - Grecia - Italia - Israel - Yugoslavia - Suecia | Grupo B - Croacia - Finlandia - Francia - Rusia - España - Eslovenia - Turquía |

## Primera fase

### Grupo A
| Equipo     | J | G | P | T+  | T-  | DT   | PTS |
| ---------- | - | - | - | --- | --- | ---- | --- |
| Yugoslavia | 6 | 6 | 0 | 490 | 411 | +79  | 12  |
| Lituania   | 6 | 5 | 1 | 513 | 442 | +71  | 11  |
| Grecia     | 6 | 4 | 2 | 448 | 430 | +18  | 10  |
| Italia     | 6 | 3 | 3 | 438 | 433 | +5   | 9   |
| Israel     | 6 | 2 | 4 | 419 | 417 | +2   | 8   |
| Alemania   | 6 | 1 | 5 | 448 | 488 | -40  | 7   |
| Suecia     | 6 | 0 | 6 | 393 | 528 | -135 | 6   |

| Fecha    | Partido             | Partido | Partido             | Resultado |
| -------- | ------------------- | ------- | ------------------- | --------- |
| 21.06.95 | Alemania            | -       | Lituania            | 82-96     |
| 21.06.95 | Israel              | -       | Italia              | 71-73     |
| 21.06.95 | Grecia              | -       | Serbia y Montenegro | 80-84     |
| 22.06.95 | Italia              | -       | Alemania            | 68-67     |
| 22.06.95 | Lituania            | -       | Grecia              | 89-73     |
| 22.06.95 | Suecia              | -       | Israel              | 62-87     |
| 23.06.95 | Serbia y Montenegro | -       | Lituania            | 70-61     |
| 23.06.95 | Alemania            | -       | Suecia              | 81-71     |
| 23.06.95 | Grecia              | -       | Italia              | 67-61     |
| 24.06.95 | Italia              | -       | Serbia y Montenegro | 74-87     |
| 24.06.95 | Israel              | -       | Alemania            | 78-60     |
| 24.06.95 | Suecia              | -       | Grecia              | 68-86     |
| 26.06.95 | Serbia y Montenegro | -       | Suecia              | 85-58     |
| 26.06.95 | Grecia              | -       | Israel              | 59-49     |
| 26.06.95 | Lituania            | -       | Italia              | 80-69     |
| 27.06.95 | Israel              | -       | Serbia y Montenegro | 59-72     |
| 27.06.95 | Suecia              | -       | Lituania            | 73-96     |
| 27.06.95 | Alemania            | -       | Grecia              | 79-83     |
| 28.06.95 | Italia              | -       | Suecia              | 93-61     |
| 28.06.95 | Serbia y Montenegro | -       | Alemania            | 92-79     |
| 28.06.95 | Lituania            | -       | Israel              | 91-75     |

### Grupo B
| Equipo    | J | G | P | T+  | T-  | DT   | PTS |
| --------- | - | - | - | --- | --- | ---- | --- |
| Croacia   | 6 | 6 | 0 | 534 | 464 | +70  | 12  |
| España    | 6 | 4 | 2 | 499 | 473 | +26  | 10  |
| Rusia     | 6 | 4 | 2 | 577 | 508 | +69  | 10  |
| Francia   | 6 | 4 | 2 | 496 | 466 | +30  | 10  |
| Eslovenia | 6 | 2 | 4 | 505 | 506 | -1   | 8   |
| Turquía   | 6 | 1 | 5 | 462 | 539 | -77  | 7   |
| Finlandia | 6 | 0 | 6 | 457 | 574 | -117 | 6   |

| Fecha    | Partido   | Partido | Partido   | Resultado |
| -------- | --------- | ------- | --------- | --------- |
| 21.06.95 | Rusia     | -       | Finlandia | 126-74    |
| 21.06.95 | Eslovenia | -       | Francia   | 68-89     |
| 21.06.95 | España    | -       | Turquía   | 85-70     |
| 22.06.95 | Croacia   | -       | Eslovenia | 91-83     |
| 22.06.95 | Francia   | -       | Rusia     | 65-85     |
| 22.06.95 | Finlandia | -       | España    | 74-87     |
| 23.06.95 | Turquía   | -       | Finlandia | 81-79     |
| 23.06.95 | España    | -       | Francia   | 75-86     |
| 23.06.95 | Rusia     | -       | Croacia   | 94-100    |
| 24.06.95 | Francia   | -       | Turquía   | 90-76     |
| 24.06.95 | Eslovenia | -       | Rusia     | 82-92     |
| 24.06.95 | Croacia   | -       | España    | 80-70     |
| 26.06.95 | Turquía   | -       | Croacia   | 68-90     |
| 26.06.95 | Finlandia | -       | Francia   | 81-94     |
| 26.06.95 | España    | -       | Eslovenia | 88-85     |
| 27.06.95 | Eslovenia | -       | Turquía   | 93-74     |
| 27.06.95 | Croacia   | -       | Finlandia | 92-77     |
| 27.06.95 | Rusia     | -       | España    | 78-94     |
| 28.06.95 | Finlandia | -       | Eslovenia | 72-94     |
| 28.06.95 | Turquía   | -       | Rusia     | 93-102    |
| 28.06.95 | Francia   | -       | Croacia   | 72-81     |

## Fase final
|  | Cuartos de final    | Cuartos de final    |          |        | Semifinales            | Semifinales            |  |  | Final | Final |
|  |                     |                     |          |        |                        |                        |  |  |       |       |
|  |                     |                     |          |        |                        |                        |  |  |       |       |
|  |                     |                     |          |        |                        |                        |  |  |       |       |
|  | Rusia               | 71                  |          |        |                        |                        |  |  |       |       |
|  | Rusia               | 71                  |          |        |                        |                        |  |  |       |       |
|  | Lituania            | 82                  |          |        |                        |                        |  |  |       |       |
|  | Lituania            | 82                  | Lituania | 90     |                        |                        |  |  |       |       |
|  |                     |                     | Lituania | 90     |                        |                        |  |  |       |       |
|  |                     | Croacia             | 80       |        |                        |                        |  |  |       |       |
|  | Italia              | Croacia             | 80       | 61     |                        |                        |  |  |       |       |
|  | Italia              |                     |          | 61     |                        |                        |  |  |       |       |
|  | Croacia             | 71                  |          |        |                        |                        |  |  |       |       |
|  | Croacia             | 71                  | Lituania | 90     |                        |                        |  |  |       |       |
|  |                     |                     | Lituania | 90     |                        |                        |  |  |       |       |
|  |                     | Serbia y Montenegro | 96       |        |                        |                        |  |  |       |       |
|  | Grecia              | Serbia y Montenegro | 96       | 66     |                        |                        |  |  |       |       |
|  | Grecia              |                     |          | 66     |                        |                        |  |  |       |       |
|  | España              | 64                  |          |        |                        |                        |  |  |       |       |
|  | España              | 64                  | Grecia   | 52     | Tercer y cuarto puesto | Tercer y cuarto puesto |  |  |       |       |
|  |                     |                     | Grecia   | 52     | Tercer y cuarto puesto | Tercer y cuarto puesto |  |  |       |       |
|  |                     | Serbia y Montenegro | 60       |        |                        |                        |  |  |       |       |
|  | Francia             | Serbia y Montenegro | 60       | 86     | Croacia                | 73                     |  |  |       |       |
|  | Francia             |                     |          | 86     | Croacia                | 73                     |  |  |       |       |
|  | Serbia y Montenegro | 104                 |          | Grecia | 68                     |                        |  |  |       |       |
|  | Serbia y Montenegro | 104                 |          |        | 68                     |                        |  |  |       |       |
|  |                     |                     |          |        |                        |                        |  |  |       |       |
|  |                     |                     |          |        |                        |                        |  |  |       |       |

### Puestos del 5 al 8
|  | Puestos del 5 al 8 | Puestos del 5 al 8 |    |       | Puesto 5 | Puesto 5 |  |
|  |                    |                    |    |       |          |          |  |
|  |                    |                    |    |       |          |          |  |
|  |                    |                    |    |       |          |          |  |
|  | Rusia              | 70                 |    |       |          |          |  |
|  | Italia             | 80                 |    |       |          |          |  |
|  |                    |                    |    |       |          |          |  |
|  |                    |                    |    |       |          |          |  |
|  |                    |                    |    |       | Italia   | 82       |  |
|  |                    | España             | 75 |       |          |          |  |
|  |                    |                    |    |       |          |          |  |
|  |                    |                    |    |       |          |          |  |
|  |                    |                    |    |       | Puesto 7 |          |  |
|  |                    |                    |    |       |          |          |  |
|  | Francia            | 74                 |    | Rusia | 108      |          |  |
|  | España             | 75                 |    |       | Francia  | 89       |  |

### Cuartos de final
| Fecha    | Partido | Partido | Partido             | Resultado |
| -------- | ------- | ------- | ------------------- | --------- |
| 30.06.95 | Rusia   | -       | Lituania            | 71-82     |
| 30.06.95 | Italia  | -       | Croacia             | 61-71     |
| 30.06.95 | Grecia  | -       | España              | 66-64     |
| 30.06.95 | Francia | -       | Serbia y Montenegro | 86-104    |

### Puestos del 5º al 8º
| Fecha    | Partido | Partido | Partido | Resultado |
| -------- | ------- | ------- | ------- | --------- |
| 01.07.95 | Rusia   | -       | Italia  | 70-80     |
| 01.07.95 | Francia | -       | España  | 74-75     |

### Semifinales
| Fecha    | Partido  | Partido | Partido             | Resultado |
| -------- | -------- | ------- | ------------------- | --------- |
| 01.07.95 | Lituania | -       | Croacia             | 90-80     |
| 01.07.95 | Grecia   | -       | Serbia y Montenegro | 52-60     |

### Séptimo puesto
| Fecha    | Partido | Partido | Partido | Resultado |
| -------- | ------- | ------- | ------- | --------- |
| 02.07.95 | Rusia   | -       | Francia | 108-89    |

### Quinto puesto
| Fecha    | Partido | Partido | Partido | Resultado |
| -------- | ------- | ------- | ------- | --------- |
| 02.07.95 | Italia  | -       | España  | 82-75     |

### Tercer puesto
| Fecha    | Partido | Partido | Partido | Resultado |
| -------- | ------- | ------- | ------- | --------- |
| 02.07.95 | Croacia | -       | Grecia  | 73-68     |

### Final
| Fecha    | Partido             | Partido | Partido  | Resultado |
| -------- | ------------------- | ------- | -------- | --------- |
| 02.07.95 | Serbia y Montenegro | -       | Lituania | 96-90     |

## Medallero
|                     |          |         |
| Serbia y Montenegro | Lituania | Croacia |

## Clasificación final
| 1. - Yugoslavia |
| 2. - Lituania   |
| 3. - Croacia    |
| 4. - Grecia     |
| 5. - Italia     |
| 6. - España     |
| 7. - Rusia      |
| 8. - Francia    |
| 9. - Israel     |
| 10. - Alemania  |
| 11. - Suecia    |
| 12. - Eslovenia |
| 13. - Turquía   |
| 14. - Finlandia |

## Plantillas de los 4 primeros clasificados
1.Serbia y Montenegro : Vlade Divac, Žarko Paspalj, Zoran Savić, Predrag Danilović, Aleksandar Đorđević, Dejan Bodiroga, Željko Rebraca, Saša Obradovic, Dejan Tomašević, Zoran Sretenovic, Miroslav Beric, Dejan Koturović (Entrenador: Dusan Ivkovic)
2.Lituania: Arvydas Sabonis, Šarūnas Marčiulionis, Arturas Karnišovas, Rimas Kurtinaitis, Valdemaras Chomicius, Gintaras Einikis, Arunas Visockas, Gintaras Krapikas, Gvidonas Markevicius, Saulius Štombergas, Mindaugas Timinskas, Darius Lukminas (Entrenador: Vladas Garastas)
3.Croacia: Toni Kukoc, Dino Rađa, Stojan Vranković, Arijan Komazec, Velimir Perasović, Vladan Alanovic, Veljko Mrsic, Ivica Zuric, Alan Gregov, Davor Pejcinovic, Josip Vrankovic, Ivica Maric (Entrenador: Aza Petrovic)
4.Grecia: Panagiotis Giannakis, Panagiotis Fassoulas, Fanis Christodoulou, Nikos Ekonomou, Fragiskos Alvertis, Giorgos Sigalas, Dinos Angelidis, Lefteris Kakiousis, Efthimis Bakatsias, Tzanis Stavrakopoulos, Kostas Patavoukas, Efthymis Rentzias (Entrenador: Makis Dendrinos)

## Trofeos individuales

### Mejor jugador (MVP)
- Šarūnas Marčiulionis

### Quinteto ideal del torneo
- Arvydas Sabonis (Litania)
- Šarūnas Marčiulionis (Lituania)
- Toni Kukoc (Croacia)
- Vlade Divac (Yugoslavia)
- Fanis Christodoulou (Grecia)

### Máximos anotadores
|   | Jugador              | Puntos | Partidos | Puntos por partido |
| - | -------------------- | ------ | -------- | ------------------ |
| 1 | Yann Bonato          | 195    | 9        | 21,6               |
| 2 | Šarūnas Marčiulionis | 180    | 8        | 22,5               |
| 3 | Artūras Karnišovas   | 178    | 9        | 19,7               |
| 4 | Arvydas Sabonis      | 174    | 8        | 21,7               |
| 5 | Alberto Herreros     | 165    | 9        | 18,3               |

### Máximos anotadores (ppp)
|    | Jugador              | Puntos por partido | Puntos | Partidos |
| -- | -------------------- | ------------------ | ------ | -------- |
| 1  | Šarūnas Marčiulionis | 22,5               | 180    | 8        |
| 2  | Arvydas Sabonis      | 21,7               | 174    | 8        |
| 3  | Yann Bonato          | 21,6               | 195    | 9        |
| 4  | Michael Koch         | 21,5               | 129    | 6        |
| 5  | Arijan Komazec       | 20,2               | 164    | 8        |
| 6  | Teoman Alibegovic    | 20,1               | 121    | 6        |
| 7  | Artūras Karnišovas   | 19,7               | 178    | 9        |
| 8  | Sergei Bazarevich    | 18,37              | 147    | 8        |
| 9  | Alberto Herreros     | 18,3               | 165    | 9        |
| 10 | Predrag Danilović    | 17,4               | 157    | 9        |
| 11 | Sergei Babkov        | 16,8               | 151    | 9        |
| 12 | Slavko Kotnik        | 16,6               | 100    | 6        |

## La final
La final disputada entre las selecciones nacionales de Yugoslavia y Lituania estuvo envuelta en polémica. El ambiente se caldeó tras una falta técnica señalada por el árbitro estadounidense George Toliver sobre el pivot lituano Arvydas Sabonis, que creó mucha controversia.
Tras varias decisiones arbitrales en contra del conjunto lituano, el capitán del equipo Šarūnas Marčiulionis exhortó a sus compañeros a abandonar la cancha. Después de unos minutos, Aleksandar Đorđević, a la postre máximo anotador del partido, trató de convencer al capitán lituanio Marciulionis para poder terminar el partido, negociaciones que terminaron con éxito.
Cuando el equipo lituano regresó a la cancha, Yugoslavia vencía por 89-83 a falta de dos minutos para la finalización del encuentro. Los jugadores Arvydas Sabonis y Rimas Kurtinaitis no pudieron regresar a la cancha, debido a que estaban eliminados tras cometer cada uno cinco faltas personales. A pesar de que todo el equipo lituano intentó sobreponerse a las dificultades, su esfuerzo resultó baldío: el equipo yugoslavo terminó por imponerse por 96 a 90.
Tras de la victoria de los yugoslavos, la afición griega, que apoyó durante todo el partido a los lituanos (a causa de la derrota ante los campeones en las semifinales), mostraron su descontento durante la ceremonia de entrega de medallas y coreaban "¡Lituania es el campeón!". Además, el equipo croata, clasificado en tercer lugar se negó a subir al podio, dando lugar a una enrarecida entrega de medallas.